# Влощова (гміна)
Гміна Влощова (пол. Gmina Włoszczowa) — місько-сільська гміна у східній Польщі. Належить до Влощовського повіту Свентокшиського воєводства.
Станом на 31 грудня 2011 у гміні проживало 20289 осіб.

## Територія
Згідно з даними за 2007 рік площа гміни становила 253.70 км², у тому числі:
- орні землі: 52.00%
- ліси: 39.00%

Таким чином, площа гміни становить 27.99% площі повіту.

## Населення
Станом на 31 грудня 2011:
| Опис     | Загалом | Загалом | Чоловіки | Чоловіки | Жінки | Жінки |
| -------- | ------- | ------- | -------- | -------- | ----- | ----- |
| одиниця  | осіб    | %       | осіб     | %        | осіб  | %     |
| все      | 20289   | 100     | 9940     | 48.99    | 10349 | 51.01 |
| міське   | 10763   | 100     | 5150     | 47.85    | 5613  | 52.15 |
| сільське | 9526    | 100     | 4790     | 50.28    | 4736  | 49.72 |

## Сусідні гміни
Гміна Влощова межує з такими гмінами: Житно, Ключевсько, Конецполь, Красоцин, Малоґощ, Окса, Радкув, Сецемін.